# 菲利普·J·弗莱
菲利普·J·弗莱（Philip J. Fry），(1974年8月14日出生) 另名弗莱，是一个动画情景喜剧《飞出个未来》的虚构人物主角。他由声音听起来像25歲的比利·韋斯特配音。他是一个懒惰送外卖从20世纪无意间被冷冻技術槽冷冻起來，並在31世纪时醒來成为一个星际快递公司的快递。

## 概述
弗莱诞生于20世纪的纽约，一个20多岁头脑糊涂的大男孩，但《弗莱的运气》中暗示他被冷冻时已经30歲。 弗莱是个送比萨的，1999年的最后一天，他去给一家人体冷藏公司送比萨，在人们欢度新年的倒计时声中，弗莱不慎跌入人体冷藏箱，被冷冻了一千年。弗莱在2999年的最后一天醒来，先后遇到了一只眼睛的人体冷藏顾问莉拉和爱吸雪茄，酗酒，有盗窃癖的机器人班德。后来他们一起在弗莱的远房侄子（年老体衰而又神经质的科学家法兹沃斯教授）开的星际快递公司里上班。
弗莱的父亲叫Yancy Fry Sr，母亲叫Sherri Fry。他还有个哥哥叫 Yancy，以及一条名叫西摩的狗。
弗莱被冷冻之前，刚刚被女朋友米歇尔甩了（第一集《太空飛行員3000》）。

### 人物特点
弗莱单纯，可爱，天真且幼稚。视班德为最好的哥们。弗莱特别喜欢莉拉，但却不知道怎么表达。大多数剧集里面把他对莉拉的感情刻画为暗戀（有时冷漠），但莉拉也不是对他没有感觉。在某些剧集里面莉拉还会反过来对弗莱表示兴趣，甚至在电影《绿色狂想》中还表示她也爱他。
尽管弗莱脑子比较笨，但他是个很有爱心的人，经常用他的方式帮助他的朋友们，虽然有时会忘了到底帮人解决什么问题。他容忍所有朋友的怪癖，也是所有员工里面唯一能接受佐艾伯格的。虽然弗莱有时不自知，但总是努力去做正确的事并修正自己的错误。
弗莱在玩视频游戏方面表现出非凡的技能（仍可玩31世纪的互联网版本），在《班德不该上电视》中他不看屏幕也可以玩游戏。后来他还发挥这个技能来操作星际快递飞船的激光枪。
虽然懒惰，但弗莱总能展现非凡的勇气和自我牺牲精神，有时甚至他呆滞的智力上还会闪耀火花。此外，弗莱在《法律和神諭》和《小圆面包的趣事》中，表现为一名称职的战士，而且在者中，弗莱还率领自己的军队与莉拉的势力展开战斗。
弗莱有一次被班德吓死，不过又救了回来。
在《弗莱的其所以然》，被漠视的莉拉宠物尼卜勒说明为弗莱冷冻的原因，因为弗莱缺乏Delta脑波及时间旅行造就本人是自己的祖父，才能承受魔腦族的猛击，并在《绿色狂想》中不受读心術。尼卜勒族賜予他“强能者”。根據情節推測，在1999年前夕尼卜勒在弗莱的陰暗角落，由于尼卜勒族无法穿梭时空，他们猜弗莱能从魔腦族拯救世界。然而因他寿命不会再加一千年，尼卜勒刻意叫无名外送，把不知情的弗莱推进入冷槽，才出现在2999年12月31日。
在几个集中他很怀念并渴望回到自己的时空，记得他在21世纪喜欢美好的事，并说服他的船员在昔日生活是很伟大的。

### 爱情史

#### 莉拉
莉拉是弗莱主要交往对象，他与她的爱情佔一系列中的主要情节。弗莱第一个开始显现，从第二季她浓厚好感开始，虽然她不断地失望由于不成熟在约会，但她说爱他孩子气的魅力。莉拉最初视弗莱一个朋友，但更深入感情，偶尔出现比如可为她冒着生命危险（《刺》，《爱和火箭》，《Lrrreconcilable Ndndifferences》）。
弗莱与莉拉的感情在整部显现出來。在《刺》中弗莱在蜂后幼虫面前保护莉拉，导致蜜蜂的毒刺整个穿透他的躯干。在《爱和火箭》中察觉到莉拉的氧气罐在临界点，他用氧气罐给自己的氧气，几乎窒息了自己。在《寄生虫迷失》，弗莱感染共生“寄生虫”，提高他的肌肉和智力，让他吸引莉拉。然而，由于担心莉拉被吸引到他的只有蠕虫，所以赶走他们后作真正的自己。在《时间不停滑動》，弗莱移動星星写爱的留言给里拉，但被炸毁之前她沒看到。在《魔鬼的手即玩物》，弗莱与机器人魔鬼交易，为了撰写有关里拉他们恋爱中的歌剧。当弗莱回机器人魔鬼的手阻止他强迫里拉嫁给他使观众离开。弗莱黯然走开阶段。莉拉是唯一留下的一位，要求弗莱別停止，因为她想观赏到剧末。他拿起宇宙管作为结局，弗莱在舞台上莉拉亲吻。
在电影《飞出个未来：大量的班德》，莉拉爱上看似完美的人拉尔斯，他们很快订婚。然而，拉尔斯离开莉拉在她的婚礼当天时候解释说，因时间悖论，注定的，他不会娶她只是为了让她后不久失去他。通过这一点，他透露自己其实是平行世界的弗莱，因发生爆炸后身体变化及經過十二年后的成熟。
在电影《飞出个未来：到野外绿那边》，莉拉公然说她爱弗莱，他们开始从《重生》一集以后发展恋爱关系。在《班达的囚犯》一集他们有性行为，但在不同的身体。他们的关系分分合合导致莉拉离开星際快遞和弗莱在《超頻時針》一集，然而在结尾，莉拉返回星際快遞和弗莱似乎团聚。班德透露弗莱和里拉他们的最终命运，他学会超频。观众从未显示的内容，而是通过他们表情傳達，虽然旅程可能颠簸，弗莱和莉拉還是开心。
在《黄油垃圾效應》和《小圆面包的趣事》，弗莱和里拉已发展关系，但每集中的事件導致反反覆覆争执及分手。而这些问题通常在每集之内解决，最后只有弗莱和里拉在一起。
2013年9月4日的大结局中，弗莱在月亮丢失里拉奇怪事故后才决定时候求婚。他想要求婚持久，偷了法兹沃斯教授的时光遥控器，每10秒一次就可重來。从他掉下来的吸血鬼大厦等待里拉毀壞遥控器和冻结时间除了里拉和弗莱宇宙中。莉拉接受弗莱的求婚，即使他们是在世上仅有的两个人，仍过幸福与长寿的生活在一起直到晚年。教授在他们的纪念日出现要立即修理时光机，但告诉他们会抹去曾經度过一生的生活记忆。弗莱问里拉想再回到以前与教授守信的日子。大结局的最后可能是《超頻時針》中他们的结果。

#### 米歇尔
米歇尔是从20世纪的女友。不久之前弗莱被冻结，她倒追名叫康斯坦丁的男人，后来结婚（在《冷冻女人》说明叫查尔斯）。后來他们分手了，她决定再次冻结。她在3002年醒来，再遇见弗莱，并重新与他的关系。然而，她无法适应弗莱已经习慣31世纪的生活，所以要求他冻结自己要在下个一千年后。该计划失败重新燃起的关系，所以弗莱离开了她。后来她与最近解冻后的保羅‧肖在豪华轿车。在情节《命题无穷》，他们现在结婚了。

#### 王艾米
在豪华飞船泰坦尼克号一趟之旅期间，艾米要弗莱作她假男友，以避免由她父母决定一个丑陋的丈夫。不幸的莉拉也用弗莱作为她假未婚夫，抵挡扎普‧布兰尼根的注意力。化解彼此的尴尬而造成船舶灾难性的损害，和艾米赢得抢假男友之间的战斗。
在《把你的头放在我肩上》，弗莱和艾米一起困在水星沙漠，了解他们的共同点。同时被拖到距離最近的加油站加油，他们在车上有性行为。他们继续回到家里的关系（与暗示性关系），但弗莱想在前一天情人节结束，因为他觉得花太多时间在一起。弗莱的头因事故被暂时附着于艾米的身体，造成很大的张力，由于弗莱随后日子决定和艾米分手，迫使莉拉介入分散艾米的約會來救从尴尬局面的弗莱。尽管他们分手，但仍是好朋友。

## 制作

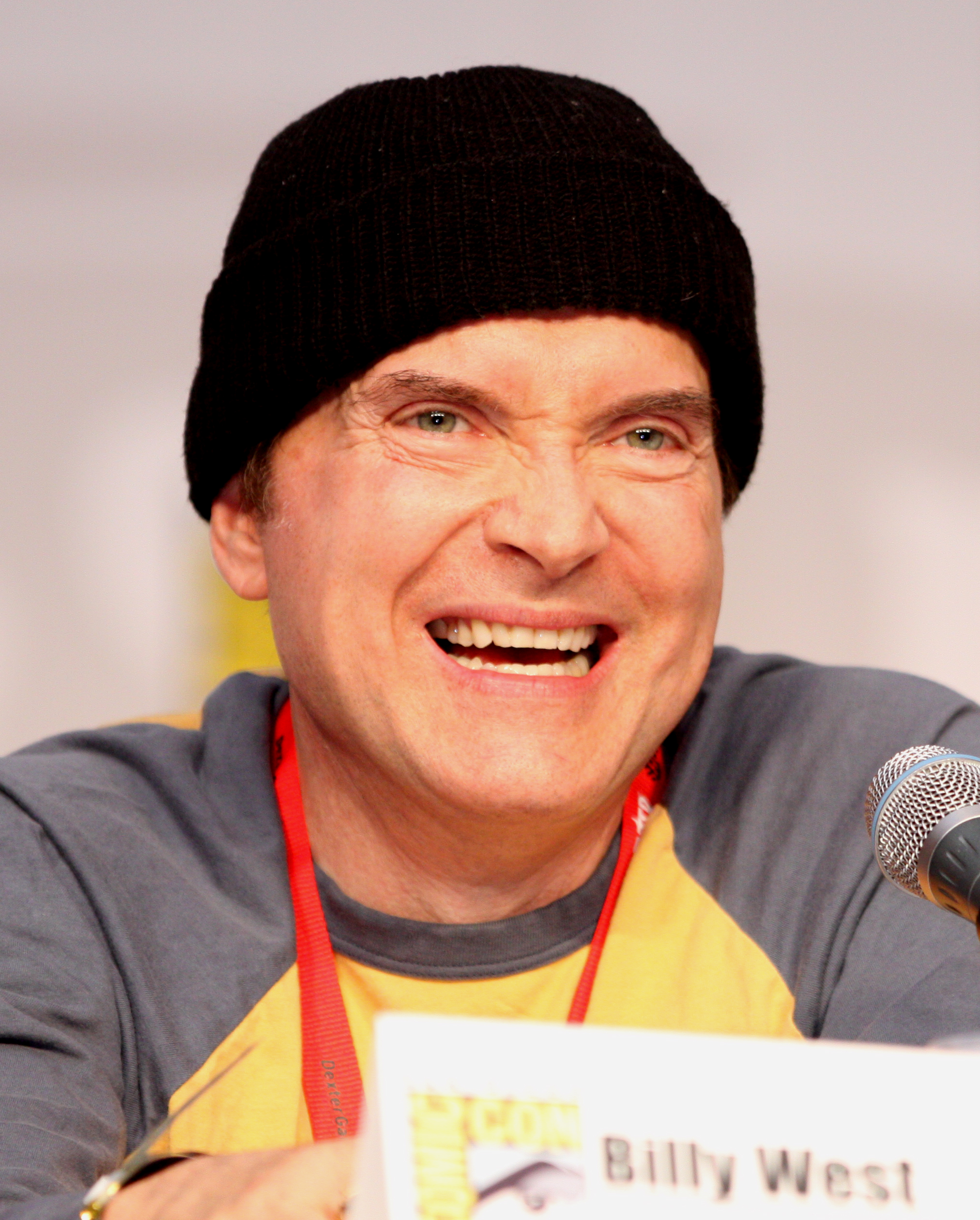
比利·威斯特为弗莱配音。

比利·威斯特在接受采访时表示，马特·格勒宁将弗莱取名为“菲利普”，以向当年去世的菲尔·哈特曼致敬；而剧中的扎普·布兰尼根一角本为哈特曼创作。然而，在2013年圣迭戈动漫展出席《飞出个未来》专场时，格勒宁表示该角色的名字实际取自自己的父亲“霍默·菲利普·格勒宁”。
格勒宁说弗莱的性格随着之后发展，同时仍然保持他输家的素质，作家希望特点将使他吸引年轻男性观众。弗莱本质上是笨拙，顽固懒虫但心地善良，在世上无法成功，但他确实有一丝希望。弗莱的服装是由红色的风衣外套、白色T恤及蓝色牛仔裤，源自占士·甸主演电影《阿飛正傳》时的服装。
比利·威斯特在此部動畫也配过佐艾伯格、休伯特·J.法兹沃斯和其他角色。虽然威斯特试镜后，原本最初是查理·施拉特，然而換角后他才接下。威斯特用弗莱被形容为“普通週六上午好人”。威斯特承认他故意配弗莱时听起来像自己实際的声音，声称保持“卡通”方面走出这将使它更难被别人模仿同样的声音。 他指出，这角色音色比他自己的高，他试用其他的音色，他曾在25岁时，他形容为“爱发牢骚，抱怨及枯燥乏味的声音”。威斯特还配过拉尔斯·菲尔莫尔在《飞出个未来：大量的班德》当中平行世界的弗莱喉咙受伤，因此這部电影中稍微改变音色。制片方最初认为要让不同配音员配拉尔斯，让观众猜测他的真实身份，但最终认为这没意义。

## 外部連結
- Philip J. Fry Futurama Wiki